# Општина Ветиш (Сату Маре)
Ветиш (рум. Vetiş) општина је у Румунији у округу Сату Маре.
Oпштина се налази на надморској висини од 118 m.